# Durán kanton
 Durán kanton Ecuador csendes-óceáni partvidékén található, Guayas tartományban. Közigazgatási központja Durán. A kanton népessége a 2001-es népszámlálás adatai alapján 178 714 fő volt.

## Fordítás
Ez a szócikk részben vagy egészben  a   Durán Canton című angol Wikipédia-szócikk ezen változatának fordításán alapul.  Az eredeti cikk szerkesztőit annak laptörténete sorolja fel. Ez a jelzés csupán a megfogalmazás eredetét és a szerzői jogokat jelzi, nem szolgál a cikkben szereplő információk forrásmegjelöléseként.